# Intrusion (droit)

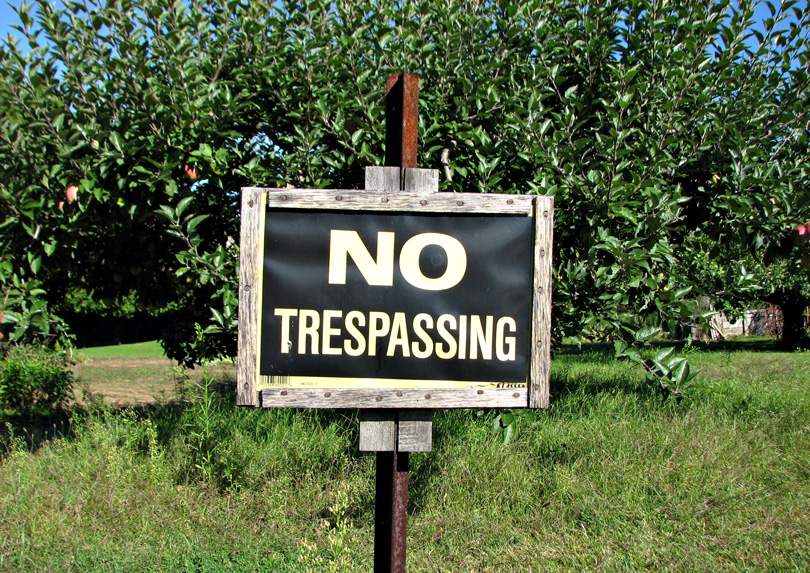
Pancarte de non-intrusion au Canada.

Pour les articles homonymes, voir Intrusion.
L'intrusion est le fait pour une personne ou un objet de pénétrer dans un espace (physique, logique ou relationnel) défini où sa présence n'est pas souhaitée. La notion d'intrusion suppose qu'il existe une volonté de réserver l'accès à des personnes, des ressources physiques ou logiques, à certaines personnes désignées.
L'intrusion est constatée dès le franchissement de la limite entre l'extérieur et l'intérieur même si cette limite n'est que symbolique.
Dans les pays qui accordent une grande importance à la propriété privée, la notion d'intrusion est importante pour qualifier les infractions de type violation de la propriété d'autrui comme la violation de domicile.
En common law, le délit civil d'intrusion (tort of trespass) est une faute civile qui se subdivise en trois catégories: atteinte directe à la personne, atteinte aux biens et atteinte immobilière.